# Ivorá
Ivorá is een gemeente in de Braziliaanse deelstaat Rio Grande do Sul. De gemeente telt 2.424 inwoners (schatting 2009).